# أليانس (ألبرتا)
أليانس (بالإنجليزية: Alliance, Alberta)‏ هي قرية تقع في كندا في ألبرتا. يقدر عدد سكانها بـ 174 نسمة ومساحتها 0.64 كم2 وترتفع عن سطح البحر 715 متر.

## المناخ
يظهر الجدول التالي التغييرات المناخية على مدار السنة لأليانس:
| البيانات المناخية لـأليانس        | البيانات المناخية لـأليانس | البيانات المناخية لـأليانس | البيانات المناخية لـأليانس | البيانات المناخية لـأليانس | البيانات المناخية لـأليانس | البيانات المناخية لـأليانس | البيانات المناخية لـأليانس | البيانات المناخية لـأليانس | البيانات المناخية لـأليانس | البيانات المناخية لـأليانس | البيانات المناخية لـأليانس | البيانات المناخية لـأليانس | البيانات المناخية لـأليانس |
| الشهر                             | يناير                      | فبراير                     | مارس                       | أبريل                      | مايو                       | يونيو                      | يوليو                      | أغسطس                      | سبتمبر                     | أكتوبر                     | نوفمبر                     | ديسمبر                     | المعدل السنوي              |
| --------------------------------- | -------------------------- | -------------------------- | -------------------------- | -------------------------- | -------------------------- | -------------------------- | -------------------------- | -------------------------- | -------------------------- | -------------------------- | -------------------------- | -------------------------- | -------------------------- |
| الدرجة القصوى °م (°ف)             | 16.1 (61.0)                | 12.8 (55.0)                | 20.6 (69.1)                | 30.0 (86.0)                | 32.2 (90.0)                | 36.7 (98.1)                | 37.2 (99.0)                | 36.7 (98.1)                | 35.5 (95.9)                | 28.3 (82.9)                | 22.8 (73.0)                | 13.9 (57.0)                | 37.2 (99.0)                |
| متوسط درجة الحرارة الكبرى °م (°ف) | 11.6 (52.9)                | —                          | —                          | 9.7 (49.5)                 | 17.5 (63.5)                | 21.6 (70.9)                | 23.6 (74.5)                | 23.3 (73.9)                | 17.6 (63.7)                | 11.9 (53.4)                | 0.7 (33.3)                 | −7.3 (18.9)                | —                          |
| المتوسط اليومي °م (°ف)            | −16.3 (2.7)                | —                          | —                          | 3.7 (38.7)                 | 10.7 (51.3)                | 15.0 (59.0)                | 17.0 (62.6)                | 16.3 (61.3)                | 11.0 (51.8)                | 5.5 (41.9)                 | −4.2 (24.4)                | −11.9 (10.6)               | —                          |
| متوسط درجة الحرارة الصغرى °م (°ف) | −21.1 (−6.0)               | —                          | —                          | −2.3 (27.9)                | 4.0 (39.2)                 | 8.4 (47.1)                 | 10.4 (50.7)                | 9.2 (48.6)                 | 4.3 (39.7)                 | −1.0 (30.2)                | −9.2 (15.4)                | −16.8 (1.8)                | —                          |
| أدنى درجة حرارة °م (°ف)           | −49.4 (−56.9)              | −48.9 (−56.0)              | −38.9 (−38.0)              | −31.7 (−25.1)              | −13.3 (8.1)                | −5.0 (23.0)                | −5.6 (21.9)                | −1.7 (28.9)                | −8.3 (17.1)                | −28.3 (−18.9)              | −39.4 (−38.9)              | −45.6 (−50.1)              | −49.4 (−56.9)              |
| الهطول مم (إنش)                   | 32.4 (1.28)                | —                          | —                          | 24 (0.9)                   | 49.4 (1.94)                | 78.1 (3.07)                | 83.5 (3.29)                | 51.3 (2.02)                | 43.6 (1.72)                | 17.6 (0.69)                | 19.9 (0.78)                | 27.9 (1.10)                | —                          |
| معدل هطول الأمطار مم (إنش)        | 0.6 (0.02)                 | —                          | —                          | —                          | 48.6 (1.91)                | 78.1 (3.07)                | 83.5 (3.29)                | 51.3 (2.02)                | 42.6 (1.68)                | 13.6 (0.54)                | 3.0 (0.12)                 | 1.3 (0.05)                 | —                          |
| متوسط تساقط الثلوج سم (إنش)       | 31.9 (12.6)                | —                          | —                          | —                          | 0.8 (0.3)                  | 0.0 (0.0)                  | 0.0 (0.0)                  | 0.0 (0.0)                  | 1.0 (0.4)                  | 4.0 (1.6)                  | 16.8 (6.6)                 | 26.5 (10.4)                | —                          |
| المصدر: Environment Canada        |                            |                            |                            |                            |                            |                            |                            |                            |                            |                            |                            |                            |                            |